# Balkony

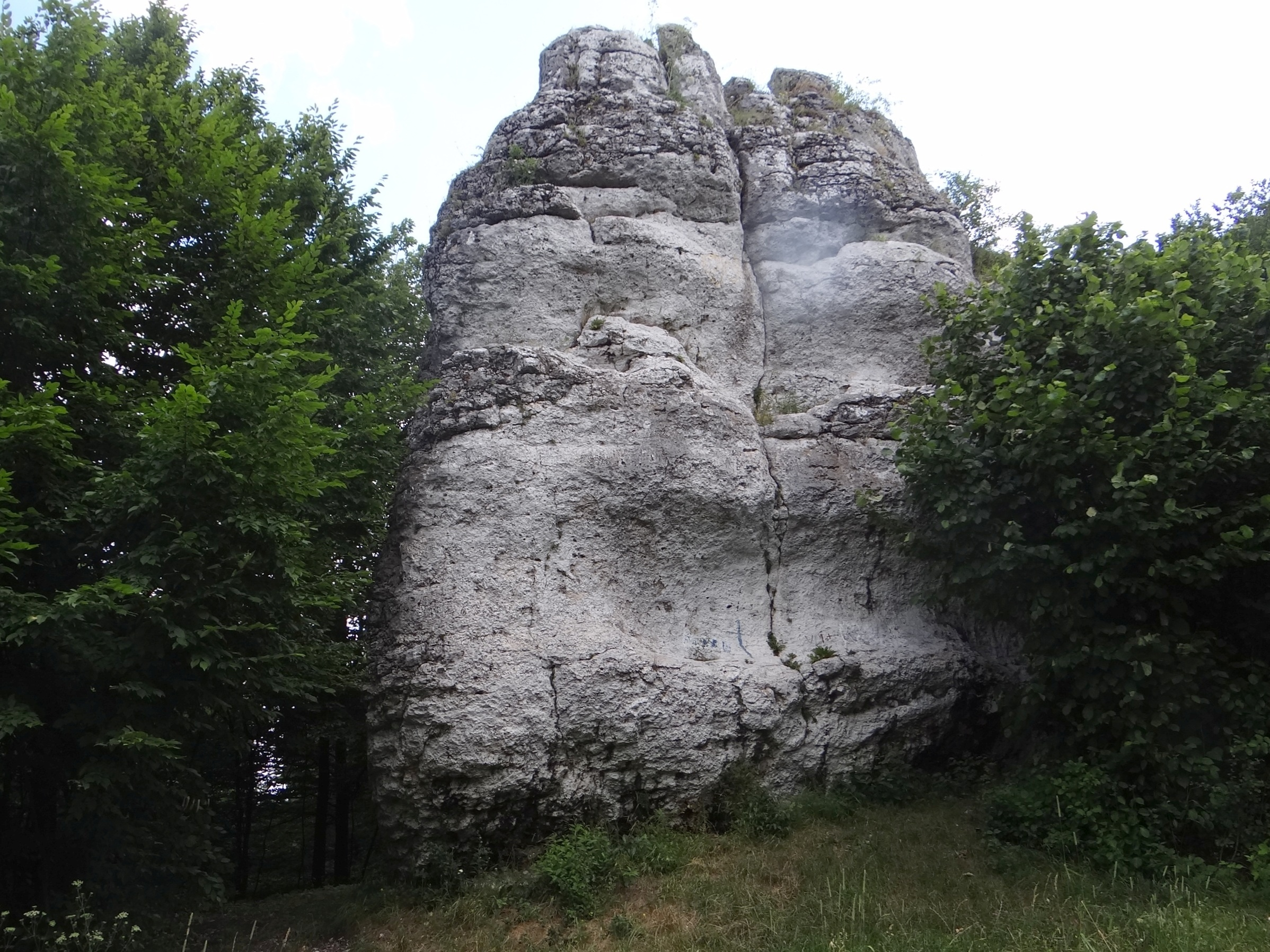

Balkony – skała w grupie Pomorskich Skał (zwanych też Pomorzańskimi Skałkami) po północno-zachodniej stronie Olkusza w województwie małopolskim, w powiecie olkuskim. Skały znajdują się po wschodniej stronie ulicy Długiej w należącym do Olkusza osiedlu Pomorzany. Pod względem geograficznym jest to Płaskowyż Ojcowski na Wyżynie Olkuskiej. 
Balkony znajdują się w lesie na szczycie wzniesienia. Jest to zbudowany z twardych wapieni skalistych ostaniec o wysokości do 10 m, ścianach połogich, pionowych lub przewieszonych. Uprawiana jest na nim wspinaczka skalna o charakterze boulderingowym. Jest na nim 13 dróg wspinaczkowych o trudności od IV+ do VI.2+ w skali krakowskiej. Mają zamontowane stałe punkty asekuracyjne – ringi (r), dwa ringi zjazdowe (drz) lub ring zjazdowy (rz).
1. A ona taka ta; VI.2, 3r +rz
2. Ele meme dudki; VI.2+, 3 r + drz
3. Młotkowy psychol; VI.2, 3 r + drz

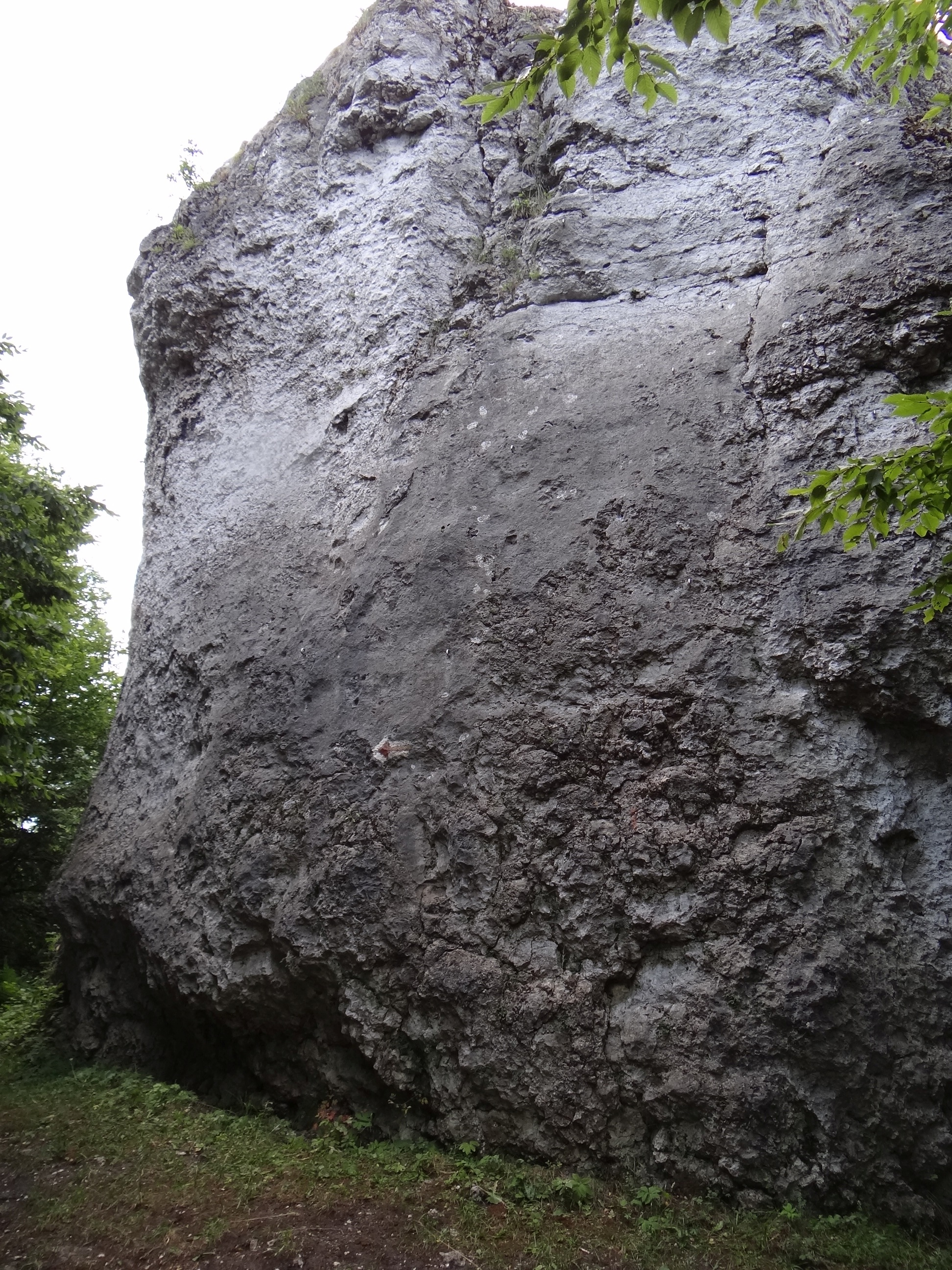

4. Jak se posprzątasz; VI.1, 3 r + drz
5. Czarna dziura; VI+, 3 r + drz
6. Bumerang; V, 3 r + drz
7. Równia pochyła; IV+, 4 r + drz
8. Pomorski filarek; VI+, 3r + drz
9. Zabueira; VI, 3r + drz
10. Na lewo od rysy; VI, 3r + drz
11. Ściśle rysą VI.1+, rz
12. Na prawo od rysy; VI, 2r + rz
13. Jodłowcu, kaj jest ring?; VI, 2r + rz[4].